# 西班牙國家男子手球隊
西班牙國家男子手球隊是西班牙的國家男子手球隊，由皇家西班牙手球聯盟（RFEB）管理。西班牙在1996、2000、2008和2020年的奧運會手球比賽上得到銅牌。西班牙近年在世界男子手球錦標賽上表現出色，在2011年獲得銅牌、2013年獲得金牌、2015年獲得第四名。